# 천훈
천훈(天訓, ?~?)은 신라의 관리이다.

## 생애
신라가 백제를 멸망시킨 뒤 그 곳에 무진주(武珍州)를 설치하면서 678년에 당시 아찬(阿飡)의 관등인 그를 도독(都督)에 임명했다.